# Orfelia funerea
Orfelia funerea är en tvåvingeart som först beskrevs av Enrico Adelelmo Brunetti 1912.  Orfelia funerea ingår i släktet Orfelia och familjen platthornsmyggor.
Artens utbredningsområde är Sikkim. Inga underarter finns listade i Catalogue of Life.